# TikTok
TikTok是一个短视频分享平台，由中國大陸互联网公司字节跳动所有，为抖音的海外版本，面向中國大陸及香港等地以外的地區營運，可通过流動應用程式或網站访问。用户可在该平台上传及分享长度为3秒至60秒不等的短视频。同时，TikTok利用推荐算法将内容创作者和新用户快速联系起来。
TikTok自发布上线以来，已成为全球用户量居前列的社群媒體平台之一。2020年4月，TikTok移动应用程序在全球的下载量突破20亿次。2021年，TikTok超越Google搜索，被Cloudflare评为全球最受欢迎的网站。TikTok的内容能够形成病毒式传播，影响饮食、时尚、音乐等领域的流行趋势，其全球文化影响力亦不断提高。
TikTok面临着数据隐私保护、心理健康、错误资讯传播、攻击性内容等多方面的争议。部分国家以保护儿童心理健康、用户隐私或保护国家安全等为由，对TikTok实行了罚款、审查或封锁。

## 历史
2017年5月，字节跳动推出抖音国际版品牌——TikTok，投入上亿美元进入海外市场。「TikTok」是指時鐘滴答的聲音。最初采用了扁平化风格。11月，字節跳動以10亿美元并购北美同类产品musical.ly，创建了一个更大的视频社区。TikTok成为日本App Store免费榜第一名。
2018年1月24日，TikTok成為泰国当地App Store排行榜第一名。8月1日，TikTok与musical.ly合并，新应用程序继承名称並表记改为“TikTok”。10月，TikTok成为美国月度下载量和安装量最高的应用，TikTok在美国已下载约8,000万次，全球已下载近8亿次，但这些数字并不包括中国内地的安卓用户。
截至2021年9月，TikTok的全球月活跃用户达到10亿。
2023年7月，TikTok表示，随着社交媒体巨头之间的竞争加剧，它将提供纯文本发布功能，从而为用户提供另一种表达方式。
当地时间2025年1月18日晚，TikTok公司通知美国用户，由于美官方禁令19日起生效，TikTok软件将暂时对用户停止服务。
2025年美國东部時間1月18日晚上22点30分（北京时间1月19日上午11点30分），字节跳动终止了TikTok对美国用户的服务，美国用户無法在TikTok上閱覽短視頻。除非使用特别技术手段外，大多数美国用户在打开TikTok时会和香港及印度用户一样看见停止服务的提示。TikTok停止服务的提示在提及TikTok停止服务的同时还提及到美国后任总统特朗普可能会与TikTok合作解决TikTok问题的事宜。同時TikTok从App Store和Google play的美國區下架。但在美国西部时间1月19日早上9点30分（北京时间1月20日凌晨1点30分），在美国后任总统特朗普对TikTok的美国业务涉事公司合法运营做出必要的澄清和法律保证后不久，TikTok又恢复了对美国用户的服务。TikTok方面对特朗普的保证表示感谢。

## 隐私与安全问题
國際版TikTok雖在西方諸國流行，但其個資管理的安全性與中國政府對TikTok的掌控程度已多次受到質疑，而當前已有TikTok雇員違規洩漏西方用戶敏感資訊的案件發生，并有前雇员检举其保护个人资料措施不当後，更加強了此層顧慮。
海外版本TikTok在美國存在營運風險的爭議，由於抖音母公司直接受到中國政府的管控，而該地法律往往不像聯邦廠商有申訴權可推翻政府命令，對於異議者往往曝光刻意被壓縮，是存在有數據操縱等安全風險，並因為中國不允許美國網站進入該國營運也阻止跨境服務，被視為不當貿易障礙、以及對隱私保護的執法標準與國際有明顯不同等，使得美國也考慮對等「反制封禁」TikTok。如在2020年8月，時任美國總統唐納·特朗普要求“TikTok要麼賣給美國公司，要麼就是關門大吉，給TikTok的關停期限是9月15日，但在那之前美方並不介意微軟或其它大公司對TikTok在美業務實施收購計畫”。
2020年8月14日，美國總統唐納·特朗普签署行政令要求“要求字节跳动公司在90天之内出售或剥离该公司在美国的TikTok业务。”8月24日，TikTok起诉美国政府，要求美国洛杉矶联邦法院判令封禁该应用程序在美国运营的行政令违法。8月28日中華人民共和國商务部、科技部更新了《中国禁止出口限制出口技术目录》，目标直指TikTok交易，“基于数据分析的个性化信息推送服务技术”、“人工智能交互界面技术”等控制要点”被列入限制。9月初TikTok已为美国、新西兰和澳大利亚的业务选定最终买家，交易金额在200至300亿美元之间，微软與沃尔玛的聯盟或者甲骨文公司胜出的可能性為高。其中甲骨文方面，希望以100亿美元现金、100亿美元甲骨文股票和两年TikTok利润的一半作为筹码支付给字节跳动。据悉，字节跳动必须在11月12日前完成美国业务的出售交易，否则面临关停。9月13日晚，TikTok母公司字节跳动確認了最終决定，在市場利益與中華人民共和國政府的戰略壓力下，最終拒絕了微軟的「歐美業務買斷」；轉選擇甲骨文公司的「技術互信夥伴方案」。2021年6月9日，美国总统乔·拜登废除了前任特朗普针对TikTok的禁令。
2023年，愛爾蘭資料保護委員會以違反歐盟的兒童資料處理法規為由，開罰3億4500萬歐元。
2023年2月27日，白宮下令所有美政府機構須於30天內移除裝置上的TikTok。3月21日，時任TikTok執行長周受資在美國國會聽證會上解釋，TikTok從來沒有、也不會與中國政府共享美國用戶數據。他還強調TikTok母公司字節跳動並非中國或其他國家的代理人。周受資也透露，甲骨文也開始檢查TikTok原始碼，也將首次接觸到相關演算法和數據模型3月24日，在一场持续了五个多小时的美国国会听证会上，联邦众议员就TikTok与中国的关联，质询Tiktok首席执行官周受资。。4月15日，蒙大拿州立法者通过法案，禁止TikTok在蒙大拿州运行。11月30日，美国蒙大拿地区联邦地区法院米苏拉分院法官唐纳德·莫洛伊发出初步禁止令，暂时禁止蒙大拿州实施针对TikTok的禁令。
2024年2月，拜登竞选团队开设TikTok账号，以吸引年轻选民。3月7日，美国众议院能源和商业委员会通过了由众议员麦克·加拉格尔和拉贾·克里希纳穆尔蒂提出的《保护美国人免受外国对手控制应用程序侵害法案》（Protecting Americans from Foreign Adversary Controlled Applications Act）。若法案获得通过，对于被视为美国敌对国家控制的社交媒体平台，美国总统有权将其定为国家安全威胁。若被定为国家安全威胁，有关平台需要在180天内切断与美国敌对国家的所有联系，否则会被禁止在应用程序商店上架，美国企业也不得为其提供网络托管服务。虽然法案未直接提及TikTok，但提出该法案拉贾·克里希纳穆尔蒂在声明中重点提到了TikTok。法案一旦通过，TikTok必须与母公司字节跳动脱离任何关系，否则不能在美国提供服务。法案表决前夕，TikTok向所有用户推送开屏广告，鼓动用户致电所在选区的众议员，向他们表达对该法案的不满3月13日，法案在美国国会众议院以压倒多数（352票支持、65票反对）通过，该法案需得到国会参议院的通过，之后提交给美国总统拜登批准。。针对该法案，特朗普一改以往的立场，表明反对禁止Tiktok，指“没有 TikTok，你会让Facebook壮大，我认为Facebook是人民的敌人”。 他的竞选团队没有加入TikTok，但他对共和党人拥有巨大影响力。亦有議員發聲反對，不過，《紐約時報》曾經反對封禁Tiktok的紐時專欄作家，過往曾主張抖音在美國機房營運，眾目睽睽下難以作案，也改口稱，認為這次抖音被禁理由不太一樣，多數是抖音自己沒有盡到企業社會責任，尤其抖音在後來確實有遊說的行為，這會構成不利因素。
2024年4月24日，司法難題解決後的新版本，正式由拜登簽署，白宮強調公民言論自由仍會維持。值得注意的是第二次打擊抖音雖名為「禁令」，比如抖音此前已經有在幾個地區被封禁，但此股權的變更，目前暫時只會影響美國市場。實際上媒體更稱由於美國的法律，即使過了期限影響也並不大，只是會造成抖音將無法在美國合法營運，這會造成軟件無法下載、更新以及無法從事商業行為，不過這270天出售緩衝期間，抖音仍擁有所有聯邦法律權利，執行長周受資則請用戶關注訴訟進度強調會努力爭取到勝利，法律戰拉鋸仍將會持續多年，預期將可拖延直到抖音最終被禁為止。另外，由於中國大陸早就已經把封鎖美國社交媒體的籌碼打出，故專家預期中國政府難以反應，因為自己已提早造成自己手牌中沒有太多反制手段，相對而言可能會以技術保護著手護航字節跳動。
2024年12月6日，美国哥伦比亚特区巡回上诉法院的法官裁定，驳回TikTok及其中国母公司字节跳动对美国政府提出的诉讼案。该裁决认为，美国国会当年4月通过的《保護美國人免受外國對手控制的應用程式侵害法案》并不违反美国宪法第一修正案所保护的言论自由。Tiktok和字节跳动表示会上诉。
2025年1月17日，美国最高法院的九名大法官裁定支持TikTok禁令。美国最高法院在一份一致通过的意见中表示，相关条款并未侵犯请愿者的第一修正案权利，此举维持了下级法院对TikTok的不利裁决。
2025年1月19日，美國總統當選人唐納德·特朗普表示會在上任後馬上簽署行政命令延長TikTok禁令生效期限讓TikTok可以在美國繼續營運；候任美國國家安全顧問邁克·沃爾茨表示在保障美國用戶數據不被中國共產黨挪用的情況下可以允許中國企業繼續擁有TikTok。
2025年1月21日，美国总统特朗普签署行政命令，暂停TikTok禁令75天。4月4日，特朗普再给予75天宽限期。
2025年4月，德法公共電視台播出紀錄片《TikTok：影響下的社群》（TikTok, réseau sous influence），片中訪問將近20位不同國家的專家學者與調查局，認為TikTok已成為中共監控、打壓民主及認知作戰的工具。
2025年5月，愛爾蘭資料保護委員會對TikTok罰款5億3000萬歐元，理由是非法將歐洲使用者的資料傳送到中華人民共和國。

## 争议
國際版TikTok的相對開放，有些屬於當地政府認為不當的觀點，卻不予刪除內容，除了讓人支持中共的內容，被認為是中國的外交籌碼，政府干涉甚少的言論環境也曾釀成風波。
对于大量未成年或年轻用户来说，TikTok上諸多被炒作出的「挑戰」活動所產生的不良影响，甚至是造成人身危害的傷亡案件也被多方關切並質疑。
TikTok上面也有很多事實錯誤的信息，容易造成沒有識讀能力的人受到影響，甚至引來字节跳动CEO梁汝波的注意，強調要把TikTok在用戶信任和口碑方面追上YouTube作為目標。

## 限制与封锁
- 在任何设备上均可使用
- 在国家政府设备上被禁用
- 过去曾被禁止所有用户使用
- 已停止提供下载
- “法律上”被禁止所有用户使用，但未强制执行
- “事实上”被禁止所有用户使用
- 被禁止所有用户使用
- TikTok不可用，抖音为本土版本
- 未显示：在欧盟和北约设备上被禁用；中华人民共和国境内目前仅澳门特别行政区直接可用TikTok

2020年4月3日，印度馬德拉斯高級法院發佈了要求TikTok從應用商店下架的命令，原因是讓兒童暴露於色情內容和網絡霸凌之中。4月16日晚間，谷歌和蘋果將短視頻應用TikTok從印度應用商店下架。
2020年7月7日，在《港版国安法》正式颁布实施一周后，TikTok母公司字节跳动发表英文版声明，宣布在未来数日内TikTok将正式撤出香港市场，这也是该法实施后首个撤出香港的互联网巨头，但抖音仍会继续服务香港，並由抖音中国内地版接手运营。中国内地版於2021年8月底在港區的Google Play商店及苹果App Store上架。
2020年10月9日，巴基斯坦电信管理局首次宣布封禁TikTok，理由是存在不道德和不雅内容。2021年3月11日再度封禁TikTok，同年7月2日、7月21日，第三次（2天）、第四次封禁TikTok，同年11月20日，在TikTok保证遏制不当内容的前提下，巴基斯坦解除对TikTok的禁令。
TikTok移动应用程序目前採用電話（SIM）卡、設備（Device）定位、網協（網絡協議，IP）位址等方式來檢測用戶是否處於被官方封鎖的地區（如中國大陸與香港），其中又以電話卡為默認方式。當用戶將來自被封鎖地區的電話卡設為默認撥號（短信和移動數據則無影響）用卡或啓用雙卡雙待雖未設置默認撥號用卡但一號卡（通知欄中信號顯示於較左側的卡）來自被封鎖地區時，應用將拒絕聯網，不論定位與網協為何。若電話卡檢測通過或該方式不可用（如移動設備本身不支持或支持但未啓用），應用則會轉而採用定位和網協，其中任何一者在被封鎖地區時亦將拒絕聯網。